# Mastopèxia
La mastopèxia (grec μαστός mastos "pit" + -pēxiā "afix") és el procediment de mastoplàstia per elevar els pits caiguts (ptosi mamària) sobre el tòrax de la dona, canviant i modificant-ne la mida, el contorn i la seva elevació. És una cirurgia d'aixecament mamari per restablir un bust estèticament proporcionat per a la dona, la consideració correctiva crítica és la viabilitat dels teixits del complex mugró-arèola i així garantir-ne la sensibilitat funcional durant l'alletament.
La correcció de l'aixecament mamari d'un bust caigut és una operació quirúrgica que retalla i elimina l'excés de teixits (glandulars, adiposos, cutanis), els lligaments suspensors estirats excessivament i traspassa el complex areola-mugró més amunt en el pit. En la pràctica quirúrgica, la mastopèxia es pot realitzar com un procediment discret d'aixecament de les mames o com a part d'una cirurgia d'un procediment d'augment de mama.
A més, les tècniques de cirurgia de la mastopèxia també s'apliquen en una reducció de la mama, que és la correcció dels pits de grans dimensions. Psicològicament, un procediment de mastopèxia per corregir la ptosi mamària no està indicat per causa mèdica o raó física, sinó per la pròpia imatge de la dona.